# Metoda magnetycznej pamięci metalu
Metoda magnetycznej pamięci metalu (MPM) – metoda umożliwiająca wykonywanie badań obiektów technicznych w trakcie ich eksploatacji polegająca na wykazaniu nieodwracalnych zmian namagnesowania, spowodowanych naprężeniami przekraczającymi średni poziom naprężeń wewnętrznych powstałych w badanym urządzeniu. Metoda MPM wykorzystuje zjawisko zapamiętywania skutków cyklicznych i granicznych obciążeń.
Głównym kryterium przy diagnostyce metodą MPM jest określenie na podstawie rozkładu magnetycznego pola rozproszenia Hp lokalnych obszarów koncentracji naprężeń KN, w których zachodzą najczęściej i rozwijają się zjawiska korozji, zmęczenia, pełzania i pękania materiału.